# Саут (буква)

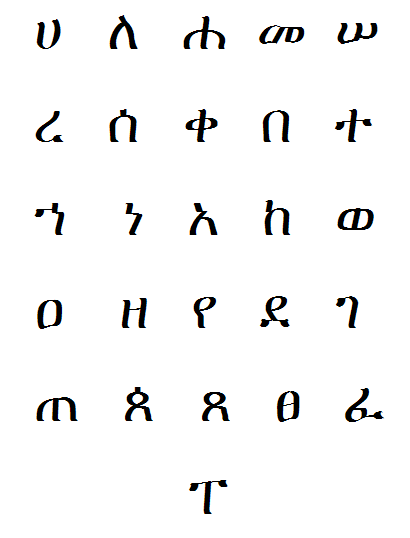

Саут, савт (амх. ሠውት, ሣውት) — буква эфиопского алфавита геэз. В амхарском обозначает /s/, в геэзе — /ś/. Гематрия — 300 (амх. ፫፻).
| Протосемитский | Сабейский | Геэз | Геэз |
| -------------- | --------- | ---- | ---- |
|                |           | ሠ    |      |

- ሠ  — саут геэз сэ
- ሡ  — саут каэб су
- ሢ  — саут салис си
- ሣ  — саут рабы са
- ሤ  — саут хамыс се
- ሥ  — саут садыс сы (с)
- ሦ  — саут сабы со